# Мразовац
Мразовац (лат. Colchicum autumnale) је биљка из породице Colchicaceae.

## Опис
Мразовац је зељаста биљка, која има у земљи, до 20 cm дубоко, смеђу луковицу. Сваке године током лета развија се нова луковица са пупољком, а стара током зиме пропада. Из пупољка се почетком јесени развија врло кратак, у земљи скривени цветни изданак, из којег се тик до земље развија по један или неколико ружичастих цветова. Цвеће се састоји од шест обојених листова који су у доњем делу срасли у дугу цев. Листови су му копљасто-левкастог облика, а цвет је бледољубичасте боје. Мразовац цвета од краја лета па до половине јесени, и тада се само појављује цвет без листа. Идуће године с пролећа избијају листови између којих се формира зелена чаура, па биљка много подсећа на зумбул.

## Токсичност
Мразовац се често замени сремушем, самониклом биљком, луковицом широких, јестивих листова, познатог као медвеђи лук. Манифестације тровања, након латентног периода, од 3-12 сати, пролазе кроз три фазе. 
- Прва фаза - мука, повраћање, проливи
- Друга фаза се јавља након 1-3 дана и манифестује се срчаном слабошћу, аритмијама, бубрежном слабошћу, оштећењем јетре, респираторном инсуфицијенцијом, поремећајима функције коштане сржи, смањењем крвних лоза, посебно леукоцита
- Трећа фаза наступа након 5-7 дана с повећањем броја леукоцита, што значи да долази до постепеног опоравка.[5]

## Станиште
Мразовац се најчешће може наћи по пашњацима, планинским ливадама, влажним местима континенталним крајевима.

## Примена у медицини
Због садржаја врло отровног алкалоида колхицина тражена је сировина за фармацеутску индустрију. Кртоле мразовца се ваде у јесен и сечењем у шните и сушењем припремају се као роба која ће касније служити у медицини. Семе се користи у медицини за припрему разних лекова за реуму и астму. Сакупља се семе сасвим зрело из жутих чаура. Семе добијено из зелених чаура није квалитетно и не треба га сакупљати.